# Biševo (Chorwacja)
Biševo (wł. Busi) – chorwacka wyspa na Adriatyku, położona 5 km na południowy zachód od wyspy Vis.

## Geografia
Powierzchnia wyspy wynosi 5,915 km² a długość linii brzegowej 18,147 km. Liczba mieszkańców wynosi 19 osób, z których 8 ma ponad 65 lat. Przed II wojną światową mieszkało tutaj ponad 200 osób, a w 1961 – 114. Obecnie większość z nich wyemigrowała na Vis, do Komižy. Najwyższe wzniesienie to Straženica (239 m).
Główną atrakcją wyspy jest Błękitna jaskinia (Modra Špilja), dostępna wyłącznie łodziami od strony morza. W słoneczne dni, między godz. 10 a 13, promienie słońca dostają się dolnym, podwodnym otworem, rozświetlając jaskinię niebieskim światłem. Ma ona 31 m długości, 18 m głębokości i 6 m wysokości. Otwór dla łodzi ma 1,5 m wysokości i 2,5 m szerokości. Miejscowi rybacy znali ją od czasów starożytnych, dla turystów została odkryta w 1884 przez barona Eugena Rausooneta.

## Historia
W 1050 Ivan Grlić ze Splitu ufundował tutaj klasztor Benedyktynów, opuszczony przez nich 2 wieki później ze względu na problemy z żywnością i zagrożeniem ze strony piratów. Benedyktyni przenieśli się na pobliski Vis, w okolice Komižy. Blisko ruin klasztoru znajduje się ocalały kościół świętego Sylwestra.